# میودراگ دژودوویچ
میودراگ دژودوویچ (انگلیسی: Miodrag Džudović؛ زادهٔ ۶ سپتامبر ۱۹۷۹) بازیکن فوتبال اهل مونته‌نگرو است.
از باشگاه‌هایی که در آن بازی کرده‌است می‌توان به باشگاه فوتبال ایرتیش پاولودار و باشگاه فوتبال اسپارتاک نعلچیک اشاره کرد.
وی همچنین در تیم ملی فوتبال مونته‌نگرو بازی کرده‌است.